# Lisman (Alabama)
Lisman és una població dels Estats Units a l'estat d'Alabama. Segons el cens del 2000 tenia 653 habitants.

## Demografia
Segons el cens del 2000, Lisman tenia 653 habitants, 245 habitatges, i 171 famílies. La densitat de població era de 99,3 habitants/km².
Dels 245 habitatges en un 33,1% hi vivien nens de menys de 18 anys, en un 42,4% hi vivien parelles casades, en un 24,5% dones solteres, i en un 29,8% no eren unitats familiars. En el 28,2% dels habitatges hi vivien persones soles el 10,6% de les quals corresponia a persones de 65 anys o més que vivien soles. El nombre mitjà de persones vivint en cada habitatge era de 2,67 i el nombre mitjà de persones que vivien en cada família era de 3,28.
Per edats la població es repartia de la següent manera: un 31,1% tenia menys de 18 anys, un 6,9% entre 18 i 24, un 25,4% entre 25 i 44, un 23,3% de 45 a 60 i un 13,3% 65 anys o més.
L'edat mediana era de 36 anys. Per cada 100 dones hi havia 82,9 homes. Per cada 100 dones de 18 o més anys hi havia 83,7 homes.
La renda mediana per habitatge era de 20.333 $ i la renda mediana per família de 22.750 $. Els homes tenien una renda mediana de 31.719 $ mentre que les dones 14.375 $. La renda per capita de la població era d'11.295 $. Aproximadament el 36,4% de les famílies i el 36,7% de la població estaven per davall del llindar de pobresa.

## Poblacions més properes
El següent diagrama mostra les poblacions més properes.